# Psittacanthus tumbecensis
Psittacanthus tumbecensis är en tvåhjärtbladig växtart som först beskrevs av Ellsworth Paine Killip, och fick sitt nu gällande namn av J. F. Macbride. Psittacanthus tumbecensis ingår i släktet Psittacanthus och familjen Loranthaceae. Inga underarter finns listade i Catalogue of Life.